# Зилупський край
Зилу́пський кра́й (латис. Zilupes novads) — адміністративно-територіальна одиниця Латвійської Республіки. Розташований у східній частині країни, в історичному регіоні Латгалія. Адміністративний центр — Зилупе. Створений 2002 року. Площа — 308,9 км². Населення — 3353 осіб (2011). До складу краю входять 1 місто і 3 волості.

## Населення
Національний склад краю за результатами перепису населення Латвії 2011 року.
| Національність  | %     | К-сть |
| --------------- | ----- | ----- |
| латиші          | 24.6  | 825   |
| цигани          | < 0.1 | 1     |
| білоруси        | 15.1  | 508   |
| естонці         | < 0.1 | 3     |
| росіяни         | 53.8  | 1830  |
| литовці         | 0.4   | 12    |
| поляки          | 2.2   | 82    |
| українці        | 1.7   | 55    |
| німці           | < 0.1 | 2     |
| інші/не вказали | 2.2   | 44    |
| разом           | 100   | 3362  |